# Ibrahim Amada
Ibrahim Samuel Amada (Antananarivo, 28 febbraio 1990) è un calciatore malgascio, centrocampista svincolato della nazionale malgascia.

## Statistiche

### Cronologia presenze e reti in nazionale
| Cronologia completa delle presenze e delle reti in nazionale ― Madagascar | Cronologia completa delle presenze e delle reti in nazionale ― Madagascar | Cronologia completa delle presenze e delle reti in nazionale ― Madagascar | Cronologia completa delle presenze e delle reti in nazionale ― Madagascar | Cronologia completa delle presenze e delle reti in nazionale ― Madagascar | Cronologia completa delle presenze e delle reti in nazionale ― Madagascar | Cronologia completa delle presenze e delle reti in nazionale ― Madagascar | Cronologia completa delle presenze e delle reti in nazionale ― Madagascar |
| Data                                                                      | Città                                                                     | In casa                                                                   | Risultato                                                                 | Ospiti                                                                    | Competizione                                                              | Reti                                                                      | Note                                                                      |
| ------------------------------------------------------------------------- | ------------------------------------------------------------------------- | ------------------------------------------------------------------------- | ------------------------------------------------------------------------- | ------------------------------------------------------------------------- | ------------------------------------------------------------------------- | ------------------------------------------------------------------------- | ------------------------------------------------------------------------- |
| 11-10-2008                                                                | Abidjan                                                                   | Costa d'Avorio                                                            | 3 – 0                                                                     | Madagascar                                                                | Qual. Mondiali 2010                                                       | -                                                                         | 16’                                                                       |
| 12-7-2009                                                                 | Mamoudzou                                                                 | Mayotte                                                                   | 2 – 2                                                                     | Madagascar                                                                | Amichevole                                                                | -                                                                         |                                                                           |
| 19-9-2009                                                                 | Kimberley                                                                 | Sudafrica                                                                 | 1 – 0                                                                     | Madagascar                                                                | Amichevole                                                                | -                                                                         |                                                                           |
| 5-9-2010                                                                  | Abuja                                                                     | Nigeria                                                                   | 2 – 0                                                                     | Madagascar                                                                | Qual. Coppa d'Africa 2012                                                 | -                                                                         |                                                                           |
| 10-10-2010                                                                | Antananarivo                                                              | Madagascar                                                                | 0 – 1                                                                     | Etiopia                                                                   | Qual. Coppa d'Africa 2012                                                 | -                                                                         |                                                                           |
| 11-11-2017                                                                | Saint-Leu-la-Forêt                                                        | Comore                                                                    | 1 – 1                                                                     | Madagascar                                                                | Amichevole                                                                | -                                                                         | 77’                                                                       |
| 21-3-2018                                                                 | Saint-Leu-la-Forêt                                                        | Madagascar                                                                | 0 – 1                                                                     | Kosovo                                                                    | Amichevole                                                                | -                                                                         |                                                                           |
| 24-3-2018                                                                 | Franconville                                                              | Madagascar                                                                | 0 – 1                                                                     | Kosovo                                                                    | Amichevole                                                                | -                                                                         |                                                                           |
| 9-9-2018                                                                  | Antananarivo                                                              | Madagascar                                                                | 2 – 2                                                                     | Senegal                                                                   | Qual. Coppa d'Africa 2019                                                 | -                                                                         |                                                                           |
| 13-10-2018                                                                | Bata                                                                      | Guinea Equatoriale                                                        | 0 – 1                                                                     | Madagascar                                                                | Qual. Coppa d'Africa 2019                                                 | -                                                                         | 68’                                                                       |
| 16-10-2018                                                                | Antananarivo                                                              | Madagascar                                                                | 1 – 0                                                                     | Guinea Equatoriale                                                        | Qual. Coppa d'Africa 2019                                                 | -                                                                         |                                                                           |
| 18-11-2018                                                                | Antananarivo                                                              | Madagascar                                                                | 1 – 3                                                                     | Sudan                                                                     | Qual. Coppa d'Africa 2019                                                 | -                                                                         | 60’                                                                       |
| 23-3-2019                                                                 | Dakar                                                                     | Senegal                                                                   | 2 – 0                                                                     | Madagascar                                                                | Qual. Coppa d'Africa 2019                                                 | -                                                                         |                                                                           |
| 2-6-2019                                                                  | Lussemburgo                                                               | Lussemburgo                                                               | 3 – 3                                                                     | Madagascar                                                                | Amichevole                                                                | -                                                                         | 46’ 50’                                                                   |
| 7-6-2019                                                                  | Nairobi                                                                   | Kenya                                                                     | 1 – 0                                                                     | Madagascar                                                                | Amichevole                                                                | -                                                                         | 58’                                                                       |
| 14-6-2019                                                                 | Antananarivo                                                              | Madagascar                                                                | 1 – 3                                                                     | Mauritania                                                                | Amichevole                                                                | -                                                                         | 51’                                                                       |
| 22-6-2019                                                                 | Alessandria d'Egitto                                                      | Guinea                                                                    | 2 – 2                                                                     | Madagascar                                                                | Coppa d'Africa 2019 - 1º turno                                            | -                                                                         | 53’ 64’                                                                   |
| 26-6-2019                                                                 | Alessandria d'Egitto                                                      | Madagascar                                                                | 1 – 0                                                                     | Burundi                                                                   | Coppa d'Africa 2019 - 1º turno                                            | -                                                                         | 61’                                                                       |
| 30-6-2019                                                                 | Alessandria d'Egitto                                                      | Madagascar                                                                | 2 – 0                                                                     | Nigeria                                                                   | Coppa d'Africa 2019 - 1º turno                                            | -                                                                         | 86’                                                                       |
| 7-7-2019                                                                  | Alessandria d'Egitto                                                      | Madagascar                                                                | 2 – 2 dts (6 - 4 dtr)                                                     | RD del Congo                                                              | Coppa d'Africa 2019 - Ottavi di Finale                                    | 1                                                                         | 86’                                                                       |
| 11-7-2019                                                                 | Eliopolis                                                                 | Madagascar                                                                | 0 – 3                                                                     | Tunisia                                                                   | Coppa d'Africa 2019 - Quarti di finale                                    | -                                                                         |                                                                           |
| 16-11-2019                                                                | Antananarivo                                                              | Madagascar                                                                | 1 – 0                                                                     | Etiopia                                                                   | Qual. Coppa d'Africa 2021                                                 | -                                                                         |                                                                           |
| 19-11-2019                                                                | Niamey                                                                    | Niger                                                                     | 2 – 6                                                                     | Madagascar                                                                | Qual. Coppa d'Africa 2021                                                 | -                                                                         |                                                                           |
| 12-11-2020                                                                | Abidjan                                                                   | Costa d'Avorio                                                            | 2 – 1                                                                     | Madagascar                                                                | Qual. Coppa d'Africa 2021                                                 | -                                                                         | 50’                                                                       |
| 17-11-2020                                                                | Antananarivo                                                              | Madagascar                                                                | 1 – 1                                                                     | Costa d'Avorio                                                            | Qual. Coppa d'Africa 2021                                                 | 1                                                                         | Cap.                                                                      |
| 24-3-2021                                                                 | Bahir Dar                                                                 | Etiopia                                                                   | 4 – 0                                                                     | Madagascar                                                                | Qual. Coppa d'Africa 2021                                                 | -                                                                         |                                                                           |
| 30-3-2021                                                                 | Antananarivo                                                              | Madagascar                                                                | 0 – 0                                                                     | Niger                                                                     | Qual. Coppa d'Africa 2021                                                 | -                                                                         |                                                                           |
| 2-9-2021                                                                  | Antananarivo                                                              | Madagascar                                                                | 0 – 1                                                                     | Benin                                                                     | Qual. Mondiali 2022                                                       | -                                                                         | 75’                                                                       |
| 7-9-2021                                                                  | Dar es Salaam                                                             | Tanzania                                                                  | 3 – 2                                                                     | Madagascar                                                                | Qual. Mondiali 2022                                                       | -                                                                         | 26’                                                                       |
| 7-10-2021                                                                 | Rabat                                                                     | RD del Congo                                                              | 2 – 0                                                                     | Madagascar                                                                | Qual. Mondiali 2022                                                       | -                                                                         | Cap.                                                                      |
| 10-10-2021                                                                | Antananarivo                                                              | Madagascar                                                                | 1 – 0                                                                     | RD del Congo                                                              | Qual. Mondiali 2022                                                       | -                                                                         | 10’                                                                       |
| 11-11-2021                                                                | Cotonou                                                                   | Benin                                                                     | 2 – 0                                                                     | Madagascar                                                                | Qual. Mondiali 2022                                                       | -                                                                         | 17’                                                                       |
| 14-11-2021                                                                | Antananarivo                                                              | Madagascar                                                                | 1 – 1                                                                     | Tanzania                                                                  | Qual. Mondiali 2022                                                       | -                                                                         | Cap.                                                                      |
| 1-6-2022                                                                  | Cape Coast                                                                | Ghana                                                                     | 3 – 0                                                                     | Madagascar                                                                | Qual. Coppa d'Africa 2023                                                 | -                                                                         | Cap.                                                                      |
| 5-6-2022                                                                  | Antananarivo                                                              | Madagascar                                                                | 1 – 1                                                                     | Angola                                                                    | Qual. Coppa d'Africa 2023                                                 | -                                                                         | Cap.                                                                      |
| 24-9-2022                                                                 | Mohammedia                                                                | Rep. del Congo                                                            | 3 – 3                                                                     | Madagascar                                                                | Amichevole                                                                | 1                                                                         |                                                                           |
| 27-9-2022                                                                 | Mohammedia                                                                | Benin                                                                     | 1 – 3                                                                     | Madagascar                                                                | Amichevole                                                                | -                                                                         |                                                                           |
| 23-3-2023                                                                 | Antananarivo                                                              | Madagascar                                                                | 0 – 3                                                                     | Rep. Centrafricana                                                        | Qual. Coppa d'Africa 2023                                                 | -                                                                         | Cap.                                                                      |
| 27-3-2023                                                                 | Bangui                                                                    | Rep. Centrafricana                                                        | 2 – 0                                                                     | Madagascar                                                                | Qual. Coppa d'Africa 2023                                                 | -                                                                         | Cap.                                                                      |
| 18-6-2023                                                                 | Antananarivo                                                              | Madagascar                                                                | 0 – 0                                                                     | Ghana                                                                     | Qual. Coppa d'Africa 2023                                                 | -                                                                         | 57’ 74’                                                                   |
| 7-6-2024                                                                  | Johannesburg                                                              | Madagascar                                                                | 2 – 1                                                                     | Comore                                                                    | Qual. Mondiali 2026                                                       | -                                                                         | Cap. 26’ 84’                                                              |
| 11-6-2024                                                                 | Johannesburg                                                              | Madagascar                                                                | 0 – 0                                                                     | Mali                                                                      | Qual. Mondiali 2026                                                       | -                                                                         | Cap. 39’                                                                  |
| 5-9-2024                                                                  | Radès                                                                     | Tunisia                                                                   | 1 – 0                                                                     | Madagascar                                                                | Qual. Coppa d'Africa 2025                                                 | -                                                                         | Cap. 36’                                                                  |
| 9-9-2024                                                                  | Radès                                                                     | Madagascar                                                                | 1 – 1                                                                     | Comore                                                                    | Qual. Coppa d'Africa 2025                                                 | -                                                                         | Cap. 46’                                                                  |
| 11-10-2024                                                                | Casablanca                                                                | Madagascar                                                                | 1 – 1                                                                     | Gambia                                                                    | Qual. Coppa d'Africa 2025                                                 | -                                                                         | Cap. 90+6’                                                                |
| 14-10-2024                                                                | El Jadida                                                                 | Gambia                                                                    | 1 – 0                                                                     | Madagascar                                                                | Qual. Coppa d'Africa 2025                                                 | -                                                                         | 70’                                                                       |
| 14-11-2024                                                                | Pretoria                                                                  | Madagascar                                                                | 2 – 3                                                                     | Tunisia                                                                   | Qual. Coppa d'Africa 2025                                                 | -                                                                         | Cap. 78’ 90+4’                                                            |
| Totale                                                                    |                                                                           | Presenze                                                                  | 47                                                                        |                                                                           | Reti                                                                      | 3                                                                         |                                                                           |

## Palmarès

### Club

#### Competizioni nazionali
- Campionato algerino: 1

ES Sétif: 2016-2017
- Coppa d'Algeria: 1

JS Kabylie: 2011